# 劍橋—蕯莫維青少年研究
劍橋—蕯莫維青少年研究（英語：Cambridge Somerville Youth Study），是犯罪学史上第一个大规模随机实验。  1936年，波士顿医生Richard Cabot博士安排下，提出一项实验评估早期干预在预防或降低青少年犯罪方面的效果。1939年，Edwin Powers和Helen Witmer發起該實驗。

## 計畫
這項研究中，506名5至13岁、住在马萨诸塞州东部的青少年收容设施中的男孩，受選并分配到實驗组，或对照组。實驗组會獲配一名辅导员，接受学業辅导、生理医疗及心理輔導，參加基督教青年会、童子军、夏令营和社区活動。对照组則定期报告狀況。

## 研究
在一開始與十年的随访，兩者間沒有差异，或負相關的比例占多數。 在最初的实验30年后，瓊‧麥科德透過公共紀錄與調查追蹤約九成五的参与者。  
麥科德的报告指出：在官方或非官方记录衡量下，該計畫没有影响青少年逮捕率。该计划也没有影响其成年後的逮捕率。實驗组在严重犯罪数量、首次犯罪年龄、首次重大犯罪的年龄或未实施重大犯罪后的年龄等方面没有差异。与对照组相比，實驗组中有更大比例继续犯下更多罪行。 

## 進一步的结论
1981年，根据收集的《劍橋—蕯莫維青少年研究》参与者的新数据，麦科德发表了新的研究成果。与对照组相比，實驗组有下列行為的比例显着增加：
- 酗酒
- 严重心理健康疾患
- 患有压力相关的疾病，特別是心脏方面的疾病
- 从事低成就的工作
- 对蓝领工作的满意度较低

麦科德提出了四个假设，解釋为什么计划对實驗组产生破坏性後果：
1. 辅导员将中产阶级价值观强加给底层阶级青年，而这無助於實驗組青少年。
2. 實驗组的男孩变得依赖辅导员，而当計畫结束时，男孩失去了帮助的来源
3. 實驗组有标签效应
4. 辅导员的帮助增加了實驗组男孩無法持續的期待，导致計畫結束后的幻想破灭。[3][5][7]

## 进一步阅读
- Gazzaniga, Michael S. . New York: BasicBooks. 1992: 192–193. ISBN 0465048633.
- McCord, Joan. Geoffrey Sayre-McCord , 编. . Philadelphia, PA: Temple University Press. 2007  [2022-10-06]. ISBN 9781592135585. （原始内容存档于2012-09-18）.
- McShane, Marilyn D. (编). . Thousand Oaks, CA: Sage. 2003. ISBN 0761923586. doi:10.4135/9781412950640.
- Powers, Edwin; Witmer, Helen; Allport, Gordon W. . New York: Columbia University Press. 1951  [2022-10-06]. （原始内容存档于2020-08-15）.; (@:ResearchGate （页面存档备份，存于）), PDF （页面存档备份，存于）
- Wright, Kevin N.; Wright, Karen E.  (PDF). Justice Quarterly (Academy of Criminal Justice Sciences). June 1994, 11 (2): 189–206  [2013-01-22]. doi:10.1080/07418829400092221. OJP-91-C-006. （原始内容 (PDF)存档于2006-09-16）.
- Glueck, Sheldon; Eleanor Glueck.  (eBook). Harvard Law School studies in criminology. New York: Commonwealth Fund, ©1951. 1951. OCLC 297983472. 1 online resource (xv, 399 p.).
- http://freakonomics.com/podcast/when-helping-hurts/ （页面存档备份，存于）
- Healy, William, and Augusta Fox Bronner.  1969.  NEW LIGHT ON DELINQUENCY AND ITS TREATMENT : RESULTS OF A RESEARCH CONDUCTED FOR THE INSTITUTE OF HUMAN RELATIONS, YALE UNIVERSITY.  Westport, CT: Greenwood Press.
- Manheim, Hermann (ed).  1960.  PIONEERS IN CRIMINOLOGY.  Chicago: Quadrangle Books.